# Locquénolé
Locquénolé (bretonisch Lokenole) ist eine französische Gemeinde mit 792 Einwohnern (Stand 1. Januar 2022) in der Region Bretagne im Département Finistère, die an der Mündung der Flüsse Dourduff und Morlaix in die Bucht Rade de Morlaix liegt. 
Die gleichnamige Stadt Morlaix liegt etwa sechs Kilometer südlich, Brest 52 Kilometer südwestlich und Paris etwa 450 Kilometer östlich.
Bei Morlaix befindet sich die nächste Abfahrt an der Schnellstraße E 50 (Rennes-Brest) und ein Regionalbahnhof.
Bei Rennes und Brest gibt es Regionalflughäfen.

## Bevölkerungsentwicklung
| Jahr                       | 1962 | 1968 | 1975 | 1982 | 1990 | 1999 | 2010 | 2017 |
| Einwohner                  | 718  | 615  | 631  | 648  | 726  | 716  | 808  | 787  |
| Quellen: Cassini und INSEE |      |      |      |      |      |      |      |      |

## Sehenswürdigkeiten

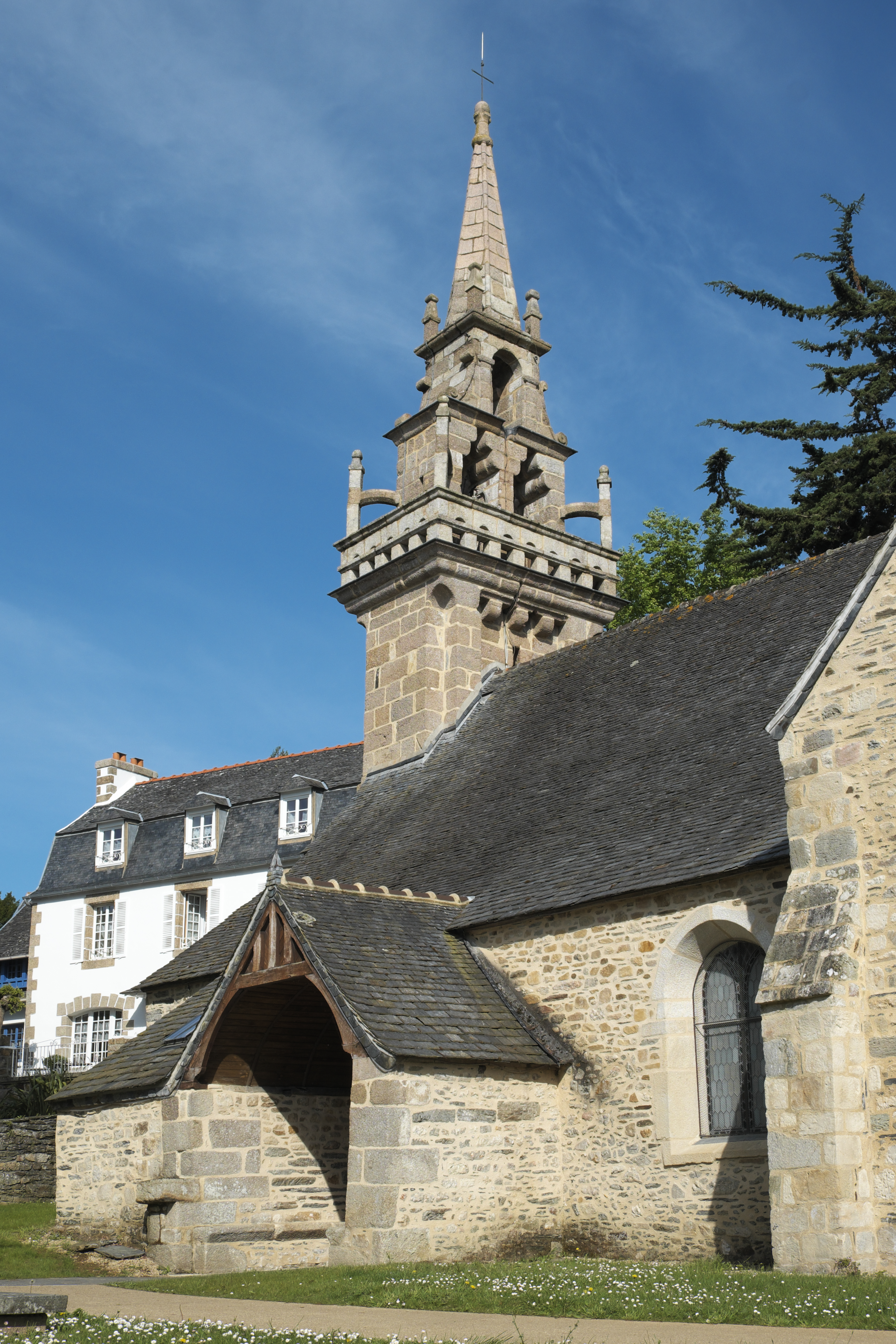
Kirche Saint-Guénolé

- Katholische Pfarrkirche St-Guénolé aus dem 11. Jahrhundert

Siehe auch: Liste der Monuments historiques in Locquénolé